# Кверфельд, Леопольд
Леопо́льд Кверфе́льд (нем. Leopold Querfeld; родился 20 декабря 2003 года, Вена, Австрия) — австрийский футболист, защитник клуба «Унион» (Берлин) и сборной Австрии. Участник чемпионата Европы 2024.

## Клубная карьера
Леопольд Кверфельд — воспитанник «Рапида (Вена)». За резервную команду дебютировал 26 октября 2020 года в матче против «Аустрии (Лустенау)». Из-за неизвестного повреждения пропустил 5 дней. Дебют за «Рапид» состоялся 4 ноября 2021 года в матче Лиги Европы против «Динамо Загреб». Свой первый гол за резервную команду забил 22 июля 2022 года в ворота «Форвертс», а за основную — в ворота «Ред Булл Зальцбург» 18 сентября. 16 апреля разорвал боковые связки колена и выбыл до конца сезона.

## Карьера в сборной
За сборную Австрии до 18 лет сыграл 1 матч. За сборную до 19 лет на чемпионате Европы в Словакии сыграл 4 матча, где оформил дубль в ворота Сербии. 23 сентября 2022 года дебютировал за молодёжную сборную Австрии в матче против Черногории.